# Elecciones estaduales de Río de Janeiro de 2022
Las elecciones estatales de 2022 en Río de Janeiro se realizaron el 2 de octubre como parte de las elecciones generales de Brasil y eligieron un gobernador, un vicegobernador, un senador, 46 diputados a la Cámara de Diputados y 70 diputados a la Asamblea Legislativa. El proceso electoral de 2022 estuvo marcado por la sucesión en el cargo del actual gobernador, Cláudio Castro, del Partido Liberal (PL), vicegobernador electo en 2018 por el Partido Social Cristiano (PSC) que asumió el título el 1 de mayo de 2021, al día siguiente de la conclusión del el juicio político contra el titular Wilson Witzel, cuyo mandato fue revocado. Por ley electoral, Castro pudo postularse a la reelección y terminó siendo reelegido con el 58,67% de los votos válidos. Para la elección al Senado Federal, estaba en disputa la vacante ocupada por Romário (PL), elegido en 2014 por el PSB.
El gobernador y el vicegobernador elegidos en esta elección ejercerán su mandato unos días más. Esto se debe a la Enmienda Constitucional N° 111, que modificó la Constitución Federal y dispuso que el mandato de los gobernadores de los estados y del Distrito Federal debía comenzar el 6 de enero después de la elección. Sin embargo, los candidatos electos en esta elección tomarán posesión el 1 de enero de 2023 y entregarán su cargo el 6 de enero de 2027.
Obteniendo el 58,67% de los votos válidos, el actual gobernador Cláudio Castro (PL) fue reelegido en primera vuelta, contra el 27,38% del diputado federal Marcelo Freixo, del Partido Socialista Brasileño (PSB), y el 8% del exalcalde de Niterói Rodrigo Neves, candidato del Partido Democrático Laborista (PDT). Castro fue el primer gobernador reelecto en primera vuelta desde Sérgio Cabral Filho en 2010.
Por el Senado Federal, el exjugador de futbol Romário de Souza Faria, del Partido Liberal (PL), fue reelecto para el cargo tras recibir el 29,19% de los votos válidos, seguido del diputado federal Alessandro Molon del Partido Socialista Brasileño (PSB) con el 21,20%. El diputado Daniel Silveira del Partido Laborista Brasileño (PTB) recibió el 19,18% de los votos, quedando en tercer lugar, pero su voto fue anulado debido a la impugnación de su candidatura por el Tribunal Regional Electoral.

## Calendario electoral
| Calendario electoral       | Calendario electoral                                                                 |
| -------------------------- | ------------------------------------------------------------------------------------ |
| 15 de mayo                 | Inicio del financiamineto de precandidatos                                           |
| 20 de julio al 5 de agosto | Convenciones partidarias para elegir candidatos y coaliciones                        |
| 2 de octubre               | Primera vuelta de las elecciones                                                     |
| 7 al 28 de octubre         | Publicidad electoral gratuita en radio y televisión sobre una posible segunda vuelta |
| 30 de octubre              | Segunda vuelta electoral                                                             |
| 19 de diciembre            | Graduación de los elegidos por la Justicia Electoral                                 |

## Convenciones
Las convenciones nacionales tienen como objetivo confirmar las candidaturas presidenciales y el apoyo a los partidos. Pueden ocurrir en el período del 20 de julio al 5 de agosto de 2022.
| Fecha         | Partido / Federación                              | Definición de la convención |
| ------------- | ------------------------------------------------- | --- |
| 20 de julio   | NOVO                                              | Candidatura de Paulo Ganime para gobernador y Hélio Secco para vicegobernador.                                                            |
| 20 de julio   | PL                                                | Candidatura de Cláudio Castro a gobernador del estado.                                                                                    |
| 20 de julio   | AVANTE                                            | Apoyo formal a la candidatura de Cláudio Castro (PL)                                                                                      |
| 20 de julio   | PSB                                               | Candidatura de Marcelo Freixo al gobierno del estado.                                                                                     |
| 21 de julio   | PCB                                               | Candidatura de Eduardo Serra para gobernador y Bianca Novaes para vicegobernadora.                                                        |
| 22 de julio   | PTB                                               | Apoyo formal a la candidatura de Cláudio Castro (PL).                                                                                     |
| 23 de julio   | Solidaridad                                       | Apoyo formal a la candidatura de Cláudio Castro (PL).                                                                                     |
| 23 de julio   | PDT                                               | Candidatura Rodrigo Neves para gobierno del estado.                                                                                       |
| 23 de julio   | PSD                                               | Apoyo formal a la candidatura de Rodrigo Neves (PDT) y postulación de Felipe Santa Cruz para vicegobernador.                              |
| 25 de julio   | PP                                                | Apoyo formal a la candidatura de Cláudio Castro (PL).                                                                                     |
| 25 de julio   | PROS                                              | Apoyo formal a la candidatura de Cláudio Castro (PL).                                                                                     |
| 25 de julio   | UP                                                | Candidatura de Juliete Pantoja a gobernadora y Juliana Alves a vicegobernadora.                                                           |
| 27 de julio   | PMN                                               | Apoyo formal a la candidatura de Cláudio Castro (PL) para el gobierno del estado.                                                         |
| 28 de julio   | Federación (PSOL, REDE)                           | Apoyo formal a la candidatura de Marcelo Freixo (PSB).                                                                                    |
| 30 de julio   | PMB                                               | Candidatura de Wilson Witzel para el gobierno estatal.                                                                                    |
| 30 de julio   | PSTU                                              | Candidatura de Cyro García para gobernador y Samantha Guedes para vicegobernadora.                                                        |
| 31 de julio   | UNIÃO                                             | Apoyo formal a la candidatura de Cláudio Castro (PL).                                                                                     |
| 31 de julio   | Republicanos                                      | Apoyo formal a la candidatura de Cláudio Castro (PL).                                                                                     |
| 31 de julio   | PCO                                               | Candidatura de Luiz Eugênio Honorato al gobierno del estado.                                                                              |
| 1 ° de agosto | DC                                                | Apoyo formal a la candidatura de Cláudio Castro (PL).                                                                                     |
| 2 de agosto   | PSC                                               | Apoyo formal a la candidatura de Cláudio Castro (PL).                                                                                     |
| 3 de agosto   | PRTB                                              | Apoyo formal a la candidatura de Cláudio Castro (PL).                                                                                     |
| 4 de agosto   | MDB                                               | Apoyo formal a la candidatura de Cláudio Castro (PL) para gobernador y postulación de Washington Reis para vicegobernador.                |
| 4 de agosto   | Federación (PSDB, Cidadania)                      | Apoyo formal a la candidatura de Marcelo Freixo (PSB) para el gobierno del estado y postulación de Cesar Maia (PSDB) para vicegobernador. |
| 5 de agosto   | Federación Brasil de la Esperanza (PT, PCdoB, PV) | Apoyo formal a la candidatura de Marcelo Freixo (PSB).                                                                                    |
| 5 de agosto   | Patriota                                          | Apoyo formal a la candidatura de Rodrigo Neves (PDT) para el gobierno del estado.                                                         |
| 5 de agosto   | Actuar                                            | Apoyo formal a la candidatura de Rodrigo Neves (PDT) para el gobierno del estado.                                                         |

## Candidatos al gobierno
Los partidos políticos tienen hasta el 15 de agosto de 2022 para registrar formalmente a sus candidatos.

### Candidatos oficiales
Nota: el siguiente cuadro está organizado en orden alfabético de candidatos, según el nombre registrado en el Tribunal Electoral.      Candidato electo
| Fórmula                                               | Fórmula                                               | Fórmula                                               | Fórmula                                               | N.º                                                   | Coalición/Federación                                                                             | Tiempo en franja |
| Gobernador/a                                          | Gobernador/a                                          | Vicegobernador/a                                      | Vicegobernador/a                                      | N.º                                                   | Coalición/Federación                                                                             | Tiempo en franja |
| ----------------------------------------------------- | ----------------------------------------------------- | ----------------------------------------------------- | ----------------------------------------------------- | ----------------------------------------------------- | ------------------------------------------------------------------------------------------------ | ---------------- |
|                                                       | Cláudio Castro PL                                     |                                                       | Thiago Pampolha UNIÃO                                 | 22                                                    | Río Unido y Más Fuerte PL, UNIÃO, MDB, Avante, DC, PMN, PODE, PP, PROS, PRTB, PSC, PTB, REP, SD, | 4m46s            |
|                                                       | Cyro Garcia PSTU                                      |                                                       | Samantha Guedes PSTU                                  | 16                                                    | Partido Socialista de los Trabajadores Unificado                                                 |                  |
|                                                       | Eduardo Serra PCB                                     |                                                       | Blanca Novaes PCB                                     | 21                                                    | Partido Comunista Brasileño                                                                      |                  |
|                                                       | Juliete Pantoja Alves UP                              |                                                       | Juliana Alves UP                                      | 80                                                    | Unidad Popular                                                                                   |                  |
|                                                       | Luis Eugenio PCO                                      |                                                       | Guillermo de Lima PCO                                 | 29                                                    | Partido de la Causa Obrera                                                                       |                  |
|                                                       | Marcelo Freixo PSB                                    |                                                       | Cesar Maia PSDB                                       | 40                                                    | La Vida Mejorará PSB, Fed (PSDB, Cidadania), FE Brasil (PT, PCdoB, PV), Fed. (PSOL, REDE)        | 3m10s            |
|                                                       | Paulo Ganime NOVO                                     |                                                       | Helio Secco NOVO                                      | 30                                                    | Partido Nuevo                                                                                    | 24s              |
|                                                       | Rodrigo Neves PDT                                     |                                                       | Felipe Santa Cruz PSD                                 | 12                                                    | Para Cambiar con Quien Sabe Gobernar PDT, PSD, Patriota e AGIR                                   | 1m39s            |
| Apresentação de acordo com a representação partidária | Apresentação de acordo com a representação partidária | Apresentação de acordo com a representação partidária | Apresentação de acordo com a representação partidária | Apresentação de acordo com a representação partidária | Apresentação de acordo com a representação partidária                                            | Sobras: 0:01     |

### Candidaturas rechazadas
- Wilson Witzel (PMB) - El ex gobernador de Río de Janeiro tuvo su candidatura a gobernador rechazada por la TRE, debido a la suspensión política debido a su destitución por la Asamblea Legislativa del Estado de Río de Janeiro.[33]
- Washington Reis (MDB) - El exalcalde de Duque de Caxias tuvo su candidatura a vicegobernador en la boleta de Claudio Castro rechazada por la TRE.[34]

## Candidatos al Senado Federal
Los partidos políticos tienen hasta el 15 de agosto de 2022 para registrar formalmente a sus candidatos.

### Candidatos oficiales
Candidato electo
| Candidato a senador                          | Candidato a senador                          | Candidatos Suplentes                                   | N.º                                          | Coalición/Federación                              | Tiempo en franja |
| -------------------------------------------- | -------------------------------------------- | ------------------------------------------------------ | -------------------------------------------- | ------------------------------------------------- | ---------------- |
|                                              | Alessandro Molon PSB                         | 1°: Anderson Quack (PSB) 2º: Uiara Martins (PSB)       | 400                                          | Partido Socialista Brasileño                      | 37s              |
|                                              | Andrés Ceciliano PT                          | 1°: Sergio Zveiter (PV) 2°: Wilson Borges (PV)         | 133                                          | Federación Brasil de la Esperanza (PT, PCdoB, PV) | 1m16s            |
|                                              | Antonio Herman PCO                           | 1º: Aloizio Lamy (PCO) 2º: Bruno Maia (PCO)            | 290                                          | Partido de la Causa Obrera                        |                  |
|                                              | Bárbara Sinedino PSTU                        | 1°: Sérgio Perdigão (PSTU) 2°: Rodrigo da Silva (PSTU) | 160                                          | Partido Socialista de los Trabajadores Unificado  |                  |
|                                              | Clarissa Garotinho UNIÃO                     | 1º: Algacir Moulin (UNIÃO) 2º: Dudu Canella (UNIÃO)    | 444                                          | Unión Brasil                                      | 1m28s            |
|                                              | Cabo Daciolo PDT                             | 1º: Negrogun (PDT) 2º: Mara Hofans (PDT)               | 120                                          | Partido Democrático Laborista                     | 33s              |
|                                              | Daniel Silveira PTB                          | 1°: André Monteiro (PTB) 2°: Marão Lilinho (PTB)       | 142                                          | Partido Laborista Brasileño                       | 14s              |
|                                              | Hiran Rödel PCB                              | 1ª: Marta Barçante (PCB) 2°: Paulo Oliveira (PCB)      | 211                                          | Partido Comunista Brasileño                       |                  |
|                                              | Marcelo Itagiba Avante                       | 1°: Amato (AVANTE) 2º: Anderson Claudino (AVANTE)      | 700                                          | AVANTE                                            | 11s              |
|                                              | Raul Bittencourt UP                          | 1°: Gabriela Gonçalves (UP) 2º: Formigao (UP)          | 800                                          | Unidad Popular                                    |                  |
|                                              | Romário de Souza Faria PL                    | 1°: Bruno Bonetti (PL) 2°: Andrea Fontes (PL)          | 222                                          | Partido Liberal                                   | 38s              |
|                                              | Sued Haidar PMB                              | 1°: Alexandre Cardoso (PMB) 2°: Marlucia Cruz (PMB)    | 355                                          | Partido de la Mujer Brasileña                     |                  |
| Presentación según representación partidaria | Presentación según representación partidaria | Presentación según representación partidaria           | Presentación según representación partidaria | Presentación según representación partidaria      | Sobras: 0:03     |

### Candidatos que declinaron
- Dr. Paulo Marcelo (PMB) - Renunció el 1 de septiembre, siendo reemplazado por el presidente nacional del partido Suêd Haidar.[47]

### Candidaturas rechazadas
- Prof. Helvio Costa (DC) - Su candidatura al Senado Federal fue rechazada por la TRE.[48]

## Debates
Los debates están programados para realizarse entre el 7 de agosto y el 27 de septiembre de 2022 en la primera ronda. Las emisoras optaron por invitar a candidatos cuyo partido o coalición cuente con el número mínimo de parlamentarios requerido por la legislación electoral vigente.
| Fecha            | organizadores                                                                          | Mediador         | Castro (PL) | Freixo (PSB) | Neves (PDT) | Ganime (NOVO) | Cyro (PSTU) | Serra (PCB) | Juliete (UP) | Honorato (PCO) | Witzel (PMB) |
| ---------------- | -------------------------------------------------------------------------------------- | ---------------- | ----------- | ------------ | ----------- | ------------- | ----------- | ----------- | ------------ | -------------- | ------------ |
| 7 de agosto      | TV Bandeirantes Río de Janeiro TV Bandeirantes Río Interior BandNews FM Río de Janeiro | Thaís Dias       | P           | P            | P           | P             | NI          | NI          | NI           | NI             | NI           |
| 17 de septiembre | SBT Río RJ interior SBT Veja NovaBrasil FM Río de Janeiro                              | Isabele Benito   | P           | P            | P           | P             | NI          | NI          | NI           | NI             | NI           |
| 22 de septiembre | CBN Río Jornal O Globo Jornal Extra Valor Econômico                                    | Carlos Andreazza | P           | P            | P           | P             | NI          | NI          | NI           | NI             | NI           |
| 27 de septiembre | TV Globo Río de Janeiro Red InterTV (Alto Litoral, Planice y Serra+Mar) TV Río Sur G1  | Ana Paula Araújo | P           | P            | P           | P             | NI          | NI          | NI           | NI             | NI           |

## Encuestas

### Primera vuelta
La primera ronda está programada para el 2 de octubre de 2022.
| Encuestadora                           | Fecha | Muestra | Castro PL | Freixo PSB | Neves PDT | Cyro PSTU | Ganime NOVO | Pantoja UP | Witzel PMB | Otros | NS/NR | Ventaja |    |    |    |  |  |     |
| -------------------------------------- | --- | --- | --- | --- | --- | --- | --- | --- | --- | --- | --- | --- | -- | -- | -- |  |  | --- |
| Encuestadora                           | Fecha | Muestra | Genial/Quaest | 30 de setembro–1 de outubro de 2022 | 2.000 | 48% | 32% | 10% | 2% | Otros | NS/NR | Ventaja | 5% | 1% | 2% |  |  | 16% |
| Datafolha                              | 30 de setembro–1 de outubro de 2022 | 2.500 | 37% | 29% | 8% | 1% | 3% | 1% | 1% | 3% | 17% | 9% |    |    |    |  |  |     |
| Globo/Ipec                             | 29 de setembro–1 de outubro de 2022 | 2.000 | 36% | 22% | 9% | 3% | 3% | 2% | 1% | 2% | 17% | 14% |    |    |    |  |  |     |
| AtlasIntel                             | 26–30 de setembro de 2022 | 2.999 | 43,9% | 34% | 13,6% | 0,5% | 5,4% | 1,5% | 1,1% | 0,2% | – | 9,9% |    |    |    |  |  |     |
| Datafolha                              | 27–29 de setembro de 2022 | 1.500 | 36% | 26% | 9% | 2% | 3% | 2% | 2% | 2% | 19% | 10% |    |    |    |  |  |     |
| AtlasIntel                             | 23–27 de setembro de 2022 | 2.200 | 39,7% | 31,9% | 9,7% | 0,6% | 4,1% | 1,4% | 0,9% | 0,1% | 11,5% | 7,8% |    |    |    |  |  |     |
| Globo/Ipec                             | 24–26 de setembro de 2022 | 2.000 | 38% | 25% | 7% | 3% | 2% | 2% | 2% | 1% | 20% | 13% |    |    |    |  |  |     |
| Genial/Quaest                          | 22–25 de setembro de 2022 | 1.500 | 35% | 23% | 9% | 2% | 2% | 2% | 1% | 2% | 24% | 12% |    |    |    |  |  |     |
| Datafolha                              | 20–22 de setembro de 2022 | 1.526 | 36% | 26% | 8% | 2% | 1% | 2% | 2% | 3% | 21% | 10% |    |    |    |  |  |     |
| Paraná Pesquisas                       | 17–21 de setembro de 2022 | 1.540 | 35,8% | 28,5% | 7,5% | 1,9% | 1,7% | 1,2% | 1,7% | 0,7% | 21,1% | 7,3% |    |    |    |  |  |     |
| EXAME/IDEIA                            | 16–21 de setembro de 2022 | 1.000 | 35% | 27% | 7% | 3% | 3% | 1% | – | 1% | 23% | 8% |    |    |    |  |  |     |
| Globo/Ipec                             | 17–19 de setembro de 2022 | 1.504 | 37% | 27% | 6% | 3% | 2% | 2% | 2% | 1% | 20% | 10% |    |    |    |  |  |     |
| Intelligence                           | 16–18 de setembro de 2022 | 1.200 | 38% | 25% | 6% | 3% | 2% | – | – | 1% | 25% | 13% |    |    |    |  |  |     |
| Real Time Big Data                     | 16–17 de setembro de 2022 | 1.200 | 36% | 24% | 8% | 2% | 3% | 1% | 2% | 1% | 23% | 12% |    |    |    |  |  |     |
| Datafolha                              | 13–15 de setembro de 2022 | 1.202 | 31% | 27% | 8% | 3% | 1% | 1% | 3% | 4% | 22% | 4% |    |    |    |  |  |     |
| Genial/Quaest                          | 10–13 de setembro de 2022 | 1.500 | 31% | 21% | 7% | 4% | 2% | 2% | 2% | 2% | 29% | 10% |    |    |    |  |  |     |
| Prefab Future                          | 7–11 de setembro de 2022 | 3.000 | 34,9% | 15,8% | 5,6% | 1,4% | 0,7% | 0,4% | – | 0,6% | 40,6% | 19,1% |    |    |    |  |  |     |
| Globo/Ipec                             | 3–6 de setembro de 2022 | 1.504 | 37% | 22% | 7% | 4% | 2% | 2% | 2% | 1% | 23% | 15% |    |    |    |  |  |     |
| Datafolha                              | 30 de agosto–1 de setembro de 2022 | 1.202 | 31% | 26% | 7% | 3% | 2% | 2% | 3% | 2% | 24% | 5% |    |    |    |  |  |     |
| Globo/Ipec                             | 27–29 de agosto de 2022 | 1.200 | 26% | 19% | 6% | 4% | 2% | 3% | 2% | 3% | 35% | 7% |    |    |    |  |  |     |
| Real Time Big Data                     | 20–22 de agosto de 2022 | 2.000 | 32% | 22% | 8% | 2% | 3% | 0% | 3% | | 29% | 10% |    |    |    |  |  |     |
| Datafolha                              | 16–18 de agosto de 2022 | 1.204 | 26% | 23% | 5% | 4% | 1% | 2% | 4% | 6% | 29% | 3% |    |    |    |  |  |     |
| Genial/Quaest                          | 12–15 de agosto de 2022 | 1.500 | 25% | 19% | 6% | 4% | 2% | 2% | 2% | 2% | 37% | 6% |    |    |    |  |  |     |
| Globo/Ipec                             | 12–14 de agosto de 2022 | 1.200 | 21% | 17% | 5% | 3% | 1% | 3% | 4% | 4% | 39% | 4% |    |    |    |  |  |     |
| Prefab Future                          | 6–10 de agosto de 2022 | 2.000 | 22,8% | 9,6% | 4,7% | 1,6% | 0,6% | – | 1,2% | 1% | 58,5% | 13,2% |    |    |    |  |  |     |
| 13 de julho de 2022                    | Felipe Santa Cruz desiste de su candidatura para ser la dupla de Rodrigo Neves. PMB cambia la precandidatura de Emir Larangeira por Wilson Witzel.     | Felipe Santa Cruz desiste de su candidatura para ser la dupla de Rodrigo Neves. PMB cambia la precandidatura de Emir Larangeira por Wilson Witzel.     | Felipe Santa Cruz desiste de su candidatura para ser la dupla de Rodrigo Neves. PMB cambia la precandidatura de Emir Larangeira por Wilson Witzel.     | Felipe Santa Cruz desiste de su candidatura para ser la dupla de Rodrigo Neves. PMB cambia la precandidatura de Emir Larangeira por Wilson Witzel.     | Felipe Santa Cruz desiste de su candidatura para ser la dupla de Rodrigo Neves. PMB cambia la precandidatura de Emir Larangeira por Wilson Witzel.     | Felipe Santa Cruz desiste de su candidatura para ser la dupla de Rodrigo Neves. PMB cambia la precandidatura de Emir Larangeira por Wilson Witzel.     | Felipe Santa Cruz desiste de su candidatura para ser la dupla de Rodrigo Neves. PMB cambia la precandidatura de Emir Larangeira por Wilson Witzel.     | Felipe Santa Cruz desiste de su candidatura para ser la dupla de Rodrigo Neves. PMB cambia la precandidatura de Emir Larangeira por Wilson Witzel.     | Felipe Santa Cruz desiste de su candidatura para ser la dupla de Rodrigo Neves. PMB cambia la precandidatura de Emir Larangeira por Wilson Witzel.     | Felipe Santa Cruz desiste de su candidatura para ser la dupla de Rodrigo Neves. PMB cambia la precandidatura de Emir Larangeira por Wilson Witzel.     | Felipe Santa Cruz desiste de su candidatura para ser la dupla de Rodrigo Neves. PMB cambia la precandidatura de Emir Larangeira por Wilson Witzel.     | Felipe Santa Cruz desiste de su candidatura para ser la dupla de Rodrigo Neves. PMB cambia la precandidatura de Emir Larangeira por Wilson Witzel.     |    |    |    |  |  |     |
| Encuestadora                           | Fecha | Muestra | Castro PL | Freixo PSB | Neves PDT | Ganime NOVO | Santa Cruz PSD | Serra PCO | Cyro PSTU | Otros | NS/NR | Ventaja |    |    |    |  |  |     |
| Encuestadora                           | Fecha | Muestra | | | | | | | | Otros | NS/NR | Ventaja |    |    |    |  |  |     |
| Instituto GERP                         | 8 de julho–12 de julho de 2022 | 1.500 | 27% | 23% | 11% | 1% | 2% | 1% | 1% | 1% | 33% | 4% |    |    |    |  |  |     |
| Genial/Quaest                          | 8 de julho–11 de julho de 2022 | 1.200 | 24% | 22% | 6% | 1% | 2% | 2% | 2% | 7% | 34% | 2% |    |    |    |  |  |     |
| Datafolha                              | 29 de junho–1 de julho de 2022 | 1.218 | 23% | 22% | 7% | 2% | 2% | 6% | 5% | 2% | 32% | 1% |    |    |    |  |  |     |
| Datafolha                              | 29 de junho–1 de julho de 2022 | 1.218 | 21% | 22% | 6% | 2% | 2% | 5% | 4% | 9% | 30% | 1% |    |    |    |  |  |     |
| Real Time Big Data                     | 27–28 de junho de 2022 | 1.500 | 26% | 23% | 10% | 1% | 1% | 1% | 2% | | 36% | 3% |    |    |    |  |  |     |
| Real Time Big Data                     | 27–28 de junho de 2022 | 1.500 | 27% | 23% | 10% | 1% | – | – | 2% | | 36% | 4% |    |    |    |  |  |     |
| EXAME/IDEIA                            | 10–15 de junho de 2022 | 1.000 | 24% | 23% | 8% | 2% | 3% | 1% | 2% | 13% | 25% | 1% |    |    |    |  |  |     |
| EXAME/IDEIA                            | 10–15 de junho de 2022 | 1.000 | 29% | 25% | 10% | 2% | 3% | 1% | 2% | 3% | 25% | 4% |    |    |    |  |  |     |
| Paraná Pesquisas                       | 30 de maio–2 de junho de 2022 | 1.540 | 23,2% | 21,4% | 8% | 1% | 2,3% | 1,8% | 1,7% | 2,6% | 37,9% | 1,8% |    |    |    |  |  |     |
| Paraná Pesquisas                       | 30 de maio–2 de junho de 2022 | 1.540 | 24,4% | 22,4% | 9,4% | 1,3% | – | 2,1% | – | – | 40,5% | 2% |    |    |    |  |  |     |
| Prefab Future                          | 27–31 de maio de 2022 | 1.600 | 15,1% | 11% | 2,6% | 0,7% | 0,5% | 1% | 1,9% | 10,9% | 56,3% | 4,1% |    |    |    |  |  |     |
| IPEC                                   | 19–22 de maio de 2022 | 1.008 | 16% | 15% | 6% | 1% | 2% | 3% | 5% | 16% | 37% | Empate |    |    |    |  |  |     |
| IPEC                                   | 19–22 de maio de 2022 | 1.008 | 18% | 17% | 8% | 1% | 2% | 6% | 5% | – | 43% | 1% |    |    |    |  |  |     |
| Instituto GERP                         | 16–20 de maio de 2022 | 1.020 | 22% | 21% | 10% | 1% | 2% | 2% | 1% | 1% | 40% | 1% |    |    |    |  |  |     |
| Quaest/Genial                          | 12–15 de maio de 2022 | 1.200 | 25% | 18% | 8% | 2% | 1% | – | – | 2% | 43% | 7% |    |    |    |  |  |     |
| Quaest/Genial                          | 12–15 de maio de 2022 | 1.200 | 26% | 19% | 8% | 2% | 2% | – | – | – | 44% | 7% |    |    |    |  |  |     |
| Quaest/Genial                          | 12–15 de maio de 2022 | 1.200 | 27% | 19% | 9% | 3% | – | – | – | – | 43% | 8% |    |    |    |  |  |     |
| Datafolha                              | 5–7 de abril de 2022 | 1.200 | 18% | 22% | 7% | 2% | 3% | 5% | 4% | – | 40% | 4% |    |    |    |  |  |     |
| Datafolha                              | 5–7 de abril de 2022 | 1.200 | 14% | 18% | 5% | 1% | 2% | 4% | 3% | 13% | 39% | 4% |    |    |    |  |  |     |
| Instituto GERP                         | 21–24 de março de 2022 | 1.500 | 21% | 24% | 14% | 1% | 1% | – | – | – | 39% | 3% |    |    |    |  |  |     |
| Prefab Future                          | 17–20 de março de 2022 | 1.243 | 11% | 15,4% | 4,3% | 0,3% | 0,6% | – | – | 13,4% | 55% | 2% |    |    |    |  |  |     |
| 16 de março de 2022–6 de abril de 2022 | Hamilton Mourão se une a los Republicanos y confirma su candidatura a Senador por Rio Grande del Sul. Rodrigo Maia desiste de disputar las elecciones. | Hamilton Mourão se une a los Republicanos y confirma su candidatura a Senador por Rio Grande del Sul. Rodrigo Maia desiste de disputar las elecciones. | Hamilton Mourão se une a los Republicanos y confirma su candidatura a Senador por Rio Grande del Sul. Rodrigo Maia desiste de disputar las elecciones. | Hamilton Mourão se une a los Republicanos y confirma su candidatura a Senador por Rio Grande del Sul. Rodrigo Maia desiste de disputar las elecciones. | Hamilton Mourão se une a los Republicanos y confirma su candidatura a Senador por Rio Grande del Sul. Rodrigo Maia desiste de disputar las elecciones. | Hamilton Mourão se une a los Republicanos y confirma su candidatura a Senador por Rio Grande del Sul. Rodrigo Maia desiste de disputar las elecciones. | Hamilton Mourão se une a los Republicanos y confirma su candidatura a Senador por Rio Grande del Sul. Rodrigo Maia desiste de disputar las elecciones. | Hamilton Mourão se une a los Republicanos y confirma su candidatura a Senador por Rio Grande del Sul. Rodrigo Maia desiste de disputar las elecciones. | Hamilton Mourão se une a los Republicanos y confirma su candidatura a Senador por Rio Grande del Sul. Rodrigo Maia desiste de disputar las elecciones. | Hamilton Mourão se une a los Republicanos y confirma su candidatura a Senador por Rio Grande del Sul. Rodrigo Maia desiste de disputar las elecciones. | Hamilton Mourão se une a los Republicanos y confirma su candidatura a Senador por Rio Grande del Sul. Rodrigo Maia desiste de disputar las elecciones. | Hamilton Mourão se une a los Republicanos y confirma su candidatura a Senador por Rio Grande del Sul. Rodrigo Maia desiste de disputar las elecciones. |    |    |    |  |  |     |
| Encuestadora                           | Fecha | Muestra | Castro PL | Freixo PSB | Neves PDT | Ganime NOVO | Santa Cruz IND | Martha PDT | Mourão PRTB | Otros | NS/NR | Ventaja |    |    |    |  |  |     |
| Encuestadora                           | Fecha | Muestra | | | | | | | | Otros | NS/NR | Ventaja |    |    |    |  |  |     |
| Quaest/Genial                          | 15–18 de março de 2022 | 1.200 | 21% | 17% | 9% | 1% | 3% | – | – | 4% | 45% | 4% |    |    |    |  |  |     |
| Quaest/Genial                          | 15–18 de março de 2022 | 1.200 | 22% | 18% | 10% | 2% | 3% | – | – | – | 46% | 4% |    |    |    |  |  |     |
| Quaest/Genial                          | 15–18 de março de 2022 | 1.200 | 24% | 20% | – | 4% | 4% | – | – | – | 48% | 4% |    |    |    |  |  |     |
| Quaest/Genial                          | 15–18 de março de 2022 | 1.200 | 23% | 18% | 10% | 2% | – | – | – | – | 46% | 5% |    |    |    |  |  |     |
| Real Time Big Data                     | 12–15 de março de 2022 | 1.500 | 23% | 24% | 10% | 1% | 2% | – | – | 2% | 38% | 1% |    |    |    |  |  |     |
| Real Time Big Data                     | 12–15 de março de 2022 | 1.500 | 25% | 25% | 11% | 1% | – | – | – | – | 38% | Empate |    |    |    |  |  |     |
| Quaest Pesquisa                        | 22–26 de outubro de 2021 | 1.804 | 14% | 19% | 4% | – | – | – | – | 26% | 38% | 7% |    |    |    |  |  |     |
| Quaest Pesquisa                        | 22–26 de outubro de 2021 | 1.804 | 16% | 25% | 7% | – | 3% | – | – | – | 49% | 9% |    |    |    |  |  |     |
| Quaest Pesquisa                        | 22–26 de outubro de 2021 | 1.804 | 12% | 23% | 6% | – | 3% | – | 17% | – | 39% | 6% |    |    |    |  |  |     |
| Real Time Big Data                     | 28–29 de setembro de 2021 | 1.200 | 18% | 25% | 9% | – | 2% | – | – | – | 46% | 7% |    |    |    |  |  |     |
| Real Time Big Data                     | 28–29 de setembro de 2021 | 1.200 | 18% | 25% | 10% | – | – | – | – | – | 47% | 7% |    |    |    |  |  |     |
| EXAME/IDEIA                            | 23–26 de agosto de 2021 | 2.000 | 21% | 22% | 7% | – | – | – | – | 16% | 33% | 1% |    |    |    |  |  |     |
| Instituto GERP                         | 10–17 de agosto de 2021 | 1.200 | 6% | 12% | 7% | – | – | – | 18% | 15% | 42% | 3% |    |    |    |  |  |     |
| Instituto GERP                         | 10–17 de agosto de 2021 | 1.200 | 11% | 17% | 12% | – | – | – | – | – | 60% | 5% |    |    |    |  |  |     |
| AtlasIntel                             | 18–22 de junho de 2021 | 807 | 20,2% | 33% | 4,4% | 3,4% | 2,2% | – | – | – | 36,8% | 12,8% |    |    |    |  |  |     |
| AtlasIntel                             | 18–22 de junho de 2021 | 807 | 19,1% | 31,8% | – | 3,5% | 4% | 1,8% | – | – | 39,9% | 12,7% |    |    |    |  |  |     |
| Paraná Pesquisas                       | 28 de maio–1 de junho de 2021 | 1.530 | 16,3% | 23,8% | – | – | 2,1% | 23,1% | – | – | 34,7% | 0,7% |    |    |    |  |  |     |
| Paraná Pesquisas                       | 28 de maio–1 de junho de 2021 | 1.530 | 15,6% | 23,5% | – | – | – | – | – | 26,4% | 34,5% | 2,9% |    |    |    |  |  |     |
| Paraná Pesquisas                       | 28 de maio–1 de junho de 2021 | 1.530 | 16,7% | 25,2% | 7% | – | – | – | – | 14,8% | 36,3% | 8,5% |    |    |    |  |  |     |
| Paraná Pesquisas                       | 28 de maio–1 de junho de 2021 | 1.530 | 13% | 20,5% | 1,3% | – | – | 14,7% | – | 21,3% | 29,2% | 0,8% |    |    |    |  |  |     |

### Segundo turno
La segunda ronda (si es necesario) está programada para el 30 de octubre de 2022.
| Institutos de opinião | Datas de realização                 | Entrevistados | Castro PL | Freixo PSB | NS/NR | Vantagem |
| Institutos de opinião | Datas de realização                 | Entrevistados |           |            | NS/NR | Vantagem |
| Datafolha             | 30 de setembro–1 de outubro de 2022 | 2.500         | 46%       | 40%        | 10%   | 6%       |
| Globo/Ipec            | 29 de setembro–1 de outubro de 2022 | 2.000         | 48%       | 33%        | 20%   | 15%      |
| AtlasIntel            | 26–30 de setembro de 2022           | 2.999         | 44,7%     | 34,9%      | 20,5% | 9,8%     |
| Datafolha             | 27–29 de setembro de 2022           | 1.500         | 46%       | 38%        | 16%   | 8%       |
| AtlasIntel            | 23–27 de setembro de 2022           | 2.200         | 45%       | 38,2%      | 16,8% | 6,8%     |
| Globo/Ipec            | 24–26 de setembro de 2022           | 2.000         | 44%       | 34%        | 22%   | 10%      |
| Genial/Quaest         | 22–25 de setembro de 2022           | 1.500         | 45%       | 31%        | 23%   | 14%      |
| Datafolha             | 20–22 de setembro de 2022           | 1.526         | 46%       | 38%        | 16%   | 8%       |
| EXAME/IDEIA           | 16–21 de setembro de 2022           | 1.000         | 42%       | 37%        | 22%   | 5%       |
| Globo/Ipec            | 17–19 de setembro de 2022           | 1.504         | 45%       | 35%        | 20%   | 10%      |
| Real Time Big Data    | 16–17 de setembro de 2022           | 1.200         | 47%       | 34%        | 19%   | 13%      |
| Datafolha             | 13–15 de setembro de 2022           | 1.202         | 43%       | 41%        | 17%   | 2%       |
| Genial/Quaest         | 10–13 de setembro de 2022           | 1.500         | 42%       | 34%        | 24%   | 8%       |
| Globo/Ipec            | 3–6 de setembro de 2022             | 1.504         | 43%       | 31%        | 26%   | 12%      |
| Datafolha             | 30 de agosto–1 de setembro de 2022  | 1.202         | 44%       | 37%        | 19%   | 7%       |
| Globo/Ipec            | 27–29 de agosto de 2022             | 1.200         | 38%       | 35%        | 28%   | 3%       |
| Real Time Big Data    | 20–22 de agosto de 2022             | 2.000         | 43%       | 32%        | 25%   | 9%       |
| Datafolha             | 16–18 de agosto de 2022             | 1.204         | 38%       | 39%        | 23%   | 1%       |
| Genial/Quaest         | 12–15 de agosto de 2022             | 1.500         | 36%       | 32%        | 32%   | 4%       |
| Genial/Quaest         | 8 de julho–11 de julho de 2022      | 1.200         | 36%       | 31%        | 33%   | 5%       |
| Real Time Big Data    | 27–28 de junho de 2022              | 1.500         | 37%       | 30%        | 33%   | 7%       |
| EXAME/IDEIA           | 10–15 de junho de 2022              | 1.000         | 38%       | 32%        | 30%   | 6%       |
| Quaest/Genial         | 12–15 de maio de 2022               | 1.200         | 38%       | 27%        | 35%   | 11%      |
| Quaest/Genial         | 12–15 de maio de 2022               | 1.200         | 37%       | 40%        | 22%   | 3%       |
| Quaest/Genial         | 15–18 de março de 2022              | 1.200         | 34%       | 30%        | 37%   | 4%       |
| Quaest/Genial         | 15–18 de março de 2022              | 1.200         | 36%       | 41%        | 23%   | 5%       |
| AtlasIntel            | 18–22 de junho de 2021              | 807           | 31%       | 37,3%      | 31.7% | 6,3%     |

### Senador
| Encuestadora        | Fecha                                                                                                 | Muestra                                                                                               | Romario PL                                                                                            | Daciolo PDT                                                                                           | Clarissa UNIÃO                                                                                        | Molon PSB                                                                                             | Silveira PTB                                                                                          | Ceciliano PT                                                                                          | Sinedino PSTU                                                                                         | Itagaiba AVANTE                                                                                       | Otros                                                                                                 | NS/NR                                                                                                 | Ventaja                                                                                               |     |    |    |    |   |     |
| ------------------- | --- | --- | --- | --- | --- | --- | --- | --- | --- | --- | --- | --- | --- | --- | -- | -- | -- | - | --- |
| Encuestadora        | Fecha                                                                                                 | Muestra                                                                                               | Genial/Quaest                                                                                         | 30 de setembro–1 de outubro de 2022                                                                   | 2.000                                                                                                 | 44%                                                                                                   | 6% | 19%                                                                                                   | 16%                                                                                                   | – | Otros                                                                                                 | NS/NR                                                                                                 | Ventaja                                                                                               | 12% | 1% | 1% | 2% | – | 25% |
| Datafolha           | 30 de setembro–1 de outubro de 2022                                                                   | 2.500                                                                                                 | 28%                                                                                                   | 4% | 13%                                                                                                   | 16%                                                                                                   | 8% | 8% | 1% | 0% | | 19%                                                                                                   | 12%                                                                                                   |     |    |    |    |   |     |
| Globo/Ipec          | 29 de setembro–1 de outubro de 2022                                                                   | 2.000                                                                                                 | 33%                                                                                                   | 4% | 13%                                                                                                   | 13%                                                                                                   | 7% | 7% | 1% | 0% | 1% | 21%                                                                                                   | 20%                                                                                                   |     |    |    |    |   |     |
| Datafolha           | 27–29 de setembro de 2022                                                                             | 1.500                                                                                                 | 30%                                                                                                   | 6% | 13%                                                                                                   | 15%                                                                                                   | 8% | 8% | 0% | 0% | 1% | 20%                                                                                                   | 15%                                                                                                   |     |    |    |    |   |     |
| Globo/Ipec          | 24–26 de setembro de 2022                                                                             | 2.000                                                                                                 | 33%                                                                                                   | 6% | 11%                                                                                                   | 11%                                                                                                   | 7% | 7% | 1% | 0% | 1% | 22%                                                                                                   | 22%                                                                                                   |     |    |    |    |   |     |
| Genial/Quaest       | 22–25 de setembro de 2022                                                                             | 1.500                                                                                                 | 39%                                                                                                   | 7% | 13%                                                                                                   | 12%                                                                                                   | – | 5% | 1% | 0% | 1% | 22%                                                                                                   | 26%                                                                                                   |     |    |    |    |   |     |
| Datafolha           | 20–22 de setembro de 2022                                                                             | 1.526                                                                                                 | 31%                                                                                                   | 6% | 10%                                                                                                   | 12%                                                                                                   | 8% | 6% | 1% | 0% | | 24%                                                                                                   | 13%                                                                                                   |     |    |    |    |   |     |
| Paraná Pesquisas    | 17–21 de setembro de 2022                                                                             | 1.540                                                                                                 | 28,4%                                                                                                 | 9,7%                                                                                                  | 8,3%                                                                                                  | 14,9%                                                                                                 | 6% | 5,7%                                                                                                  | 0,3%                                                                                                  | 0,1%                                                                                                  | 1% | 25,5%                                                                                                 | 13,5%                                                                                                 |     |    |    |    |   |     |
| EXAME/IDEIA         | 16–21 de setembro de 2022                                                                             | 1.000                                                                                                 | 33%                                                                                                   | 10%                                                                                                   | 7% | 19%                                                                                                   | – | 8% | 1% | 1% | 3% | 20%                                                                                                   | 14%                                                                                                   |     |    |    |    |   |     |
| Globo/Ipec          | 17–19 de setembro de 2022                                                                             | 1.504                                                                                                 | 33%                                                                                                   | 6% | 10%                                                                                                   | 11%                                                                                                   | 7% | 6% | 1% | 0% | 2% | 23%                                                                                                   | 22%                                                                                                   |     |    |    |    |   |     |
| Intelligence        | 16–18 de setembro de 2022                                                                             | 1.200                                                                                                 | 27%                                                                                                   | 6% | 6% | 9% | – | 12%                                                                                                   | 0% | 0% | | 40%                                                                                                   | 15%                                                                                                   |     |    |    |    |   |     |
| Real Time Big Data  | 16–17 de setembro de 2022                                                                             | 1.200                                                                                                 | 27%                                                                                                   | 7% | 10%                                                                                                   | 14%                                                                                                   | 10%                                                                                                   | 8% | 0% | 0% | | 24%                                                                                                   | 13%                                                                                                   |     |    |    |    |   |     |
| Datafolha           | 13–15 de setembro de 2022                                                                             | 1.202                                                                                                 | 31%                                                                                                   | 7% | 8% | 13%                                                                                                   | 6% | 5% | 0% | 0% | 2% | 25%                                                                                                   | 18%                                                                                                   |     |    |    |    |   |     |
| Genial/Quaest       | 10–13 de setembro de 2022                                                                             | 1.500                                                                                                 | 37%                                                                                                   | 9% | 9% | 13%                                                                                                   | – | 4% | 0% | 1% | 1% | 26%                                                                                                   | 24%                                                                                                   |     |    |    |    |   |     |
| Prefab Future       | 7–11 de setembro de 2022                                                                              | 3.000                                                                                                 | 29%                                                                                                   | 4% | 11%                                                                                                   | 5,9%                                                                                                  | 4,5%                                                                                                  | 3,9%                                                                                                  | 0,2%                                                                                                  | 1,1%                                                                                                  | 4% | 40,3%                                                                                                 | 18%                                                                                                   |     |    |    |    |   |     |
| Globo/Ipec          | 3–6 de setembro de 2022                                                                               | 1.504                                                                                                 | 32%                                                                                                   | 7% | 8% | 7% | 6% | 7% | 1% | 0% | 4% | 26%                                                                                                   | 24%                                                                                                   |     |    |    |    |   |     |
| Datafolha           | 30 de agosto–1 de setembro de 2022                                                                    | 1.202                                                                                                 | 31%                                                                                                   | 8% | 8% | 12%                                                                                                   | 6% | 6% | 1% | 0% | 3% | 23%                                                                                                   | 19%                                                                                                   |     |    |    |    |   |     |
| Globo/Ipec          | 27–29 de agosto de 2022                                                                               | 1.200                                                                                                 | 30%                                                                                                   | 6% | 5% | 8% | 7% | 5% | 1% | 0% | 3% | 35%                                                                                                   | 22%                                                                                                   |     |    |    |    |   |     |
| Real Time Big Data  | 20–22 de agosto de 2022                                                                               | 2.000                                                                                                 | 22%                                                                                                   | 10%                                                                                                   | 8% | 15%                                                                                                   | 9% | 5% | 0% | 1% | 0% | 30%                                                                                                   | 7% |     |    |    |    |   |     |
| Datafolha           | 16–18 de agosto de 2022                                                                               | 1.204                                                                                                 | 31%                                                                                                   | 11%                                                                                                   | 4% | 12%                                                                                                   | 7% | 3% | 2% | 1% | 1% | 29%                                                                                                   | 19%                                                                                                   |     |    |    |    |   |     |
| Globo/Ipec          | 12–14 de agosto de 2022                                                                               | 1.200                                                                                                 | 27%                                                                                                   | 8% | 7% | 7% | 6% | 4% | 2% | 1% | 1% | 38%                                                                                                   | 19%                                                                                                   |     |    |    |    |   |     |
| Prefab Future       | 6–10 de agosto de 2022                                                                                | 2.000                                                                                                 | 18,4%                                                                                                 | 6,1%                                                                                                  | 6,2%                                                                                                  | 3,9%                                                                                                  | 5,8%                                                                                                  | 1,9%                                                                                                  | – | – | – | 57,7%                                                                                                 | 12,3%                                                                                                 |     |    |    |    |   |     |
| Agosto de 2022      | Marcelo Crivella anuncia su candidatura a diputado federal.                                           | Marcelo Crivella anuncia su candidatura a diputado federal.                                           | Marcelo Crivella anuncia su candidatura a diputado federal.                                           | Marcelo Crivella anuncia su candidatura a diputado federal.                                           | Marcelo Crivella anuncia su candidatura a diputado federal.                                           | Marcelo Crivella anuncia su candidatura a diputado federal.                                           | Marcelo Crivella anuncia su candidatura a diputado federal.                                           | Marcelo Crivella anuncia su candidatura a diputado federal.                                           | Marcelo Crivella anuncia su candidatura a diputado federal.                                           | Marcelo Crivella anuncia su candidatura a diputado federal.                                           | Marcelo Crivella anuncia su candidatura a diputado federal.                                           | Marcelo Crivella anuncia su candidatura a diputado federal.                                           | Marcelo Crivella anuncia su candidatura a diputado federal.                                           |     |    |    |    |   |     |
| Encuestadora        | Fecha                                                                                                 | Muestra                                                                                               | Romario PL                                                                                            | Crivella REP                                                                                          | Clarissa UNIÃO                                                                                        | Molon PSB                                                                                             | Silveira PTB                                                                                          | Daciolo PDT                                                                                           | Itagaiba AVANTE                                                                                       | Ceciliano PT                                                                                          | Otros                                                                                                 | NS/NR                                                                                                 | Ventaja                                                                                               |     |    |    |    |   |     |
| Encuestadora        | Fecha                                                                                                 | Muestra                                                                                               | | | | | | | | | Otros                                                                                                 | NS/NR                                                                                                 | Ventaja                                                                                               |     |    |    |    |   |     |
| Instituto GERP      | 8 de julho–12 de julho de 2022                                                                        | 1.500                                                                                                 | 25%                                                                                                   | 17%                                                                                                   | 5% | 15%                                                                                                   | – | 8% | – | 4% | – | 26%                                                                                                   | 8% |     |    |    |    |   |     |
| Genial/Quaest       | 8 de julho–11 de julho de 2022                                                                        | 1.200                                                                                                 | 32%                                                                                                   | – | 9% | 11%                                                                                                   | 7% | – | 1% | 5% | 4% | 33%                                                                                                   | 21%                                                                                                   |     |    |    |    |   |     |
| 29 de junho de 2022 | Cláudio Castro anuncia a Washington Reis como su dupla                                                | Cláudio Castro anuncia a Washington Reis como su dupla                                                | Cláudio Castro anuncia a Washington Reis como su dupla                                                | Cláudio Castro anuncia a Washington Reis como su dupla                                                | Cláudio Castro anuncia a Washington Reis como su dupla                                                | Cláudio Castro anuncia a Washington Reis como su dupla                                                | Cláudio Castro anuncia a Washington Reis como su dupla                                                | Cláudio Castro anuncia a Washington Reis como su dupla                                                | Cláudio Castro anuncia a Washington Reis como su dupla                                                | Cláudio Castro anuncia a Washington Reis como su dupla                                                | Cláudio Castro anuncia a Washington Reis como su dupla                                                | Cláudio Castro anuncia a Washington Reis como su dupla                                                | Cláudio Castro anuncia a Washington Reis como su dupla                                                |     |    |    |    |   |     |
| Encuestadora        | Fecha                                                                                                 | Muestra                                                                                               | Romario PL                                                                                            | Crivella REP                                                                                          | Clarissa UNIÃO                                                                                        | Molon PSB                                                                                             | Silveira PTB                                                                                          | Daciolo PDT                                                                                           | Reis MDB                                                                                              | Ceciliano PT                                                                                          | Otros                                                                                                 | NS/NR                                                                                                 | Ventaja                                                                                               |     |    |    |    |   |     |
| Encuestadora        | Fecha                                                                                                 | Muestra                                                                                               | | | | | | | | | Otros                                                                                                 | NS/NR                                                                                                 | Ventaja                                                                                               |     |    |    |    |   |     |
| Real Time Big Data  | 27–28 de junho de 2022                                                                                | 1.500                                                                                                 | 19%                                                                                                   | – | – | 14%                                                                                                   | 8% | – | 4% | – | 3% | 47%                                                                                                   | 5% |     |    |    |    |   |     |
| EXAME/IDEIA         | 10–15 de junho de 2022                                                                                | 1.000                                                                                                 | 23%                                                                                                   | 15%                                                                                                   | 4% | 10%                                                                                                   | 7% | 12%                                                                                                   | 3% | 5% | 8% | 13%                                                                                                   | 6% |     |    |    |    |   |     |
| Paraná Pesquisas    | 30 de maio–2 de junho de 2022                                                                         | 1.540                                                                                                 | 14,9%                                                                                                 | 10,3%                                                                                                 | – | 11,3%                                                                                                 | 8,1%                                                                                                  | 12,5%                                                                                                 | 3,1%                                                                                                  | 3,2%                                                                                                  | 2,7%                                                                                                  | 34%                                                                                                   | 2,4%                                                                                                  |     |    |    |    |   |     |
| Prefab Future       | 27–31 de maio de 2022                                                                                 | 1.600                                                                                                 | 19,7%                                                                                                 | 10,4%                                                                                                 | 4,2%                                                                                                  | 4,4%                                                                                                  | 3,7%                                                                                                  | 6,7%                                                                                                  | 4,5%                                                                                                  | 1,7%                                                                                                  | – | 44,7%                                                                                                 | 9,3%                                                                                                  |     |    |    |    |   |     |
| 27 de maio de 2022  | Candidatura de Luciana Boiteux es retirada por el PSOL, que decide apoyar a Alessandro Molon.         | Candidatura de Luciana Boiteux es retirada por el PSOL, que decide apoyar a Alessandro Molon.         | Candidatura de Luciana Boiteux es retirada por el PSOL, que decide apoyar a Alessandro Molon.         | Candidatura de Luciana Boiteux es retirada por el PSOL, que decide apoyar a Alessandro Molon.         | Candidatura de Luciana Boiteux es retirada por el PSOL, que decide apoyar a Alessandro Molon.         | Candidatura de Luciana Boiteux es retirada por el PSOL, que decide apoyar a Alessandro Molon.         | Candidatura de Luciana Boiteux es retirada por el PSOL, que decide apoyar a Alessandro Molon.         | Candidatura de Luciana Boiteux es retirada por el PSOL, que decide apoyar a Alessandro Molon.         | Candidatura de Luciana Boiteux es retirada por el PSOL, que decide apoyar a Alessandro Molon.         | Candidatura de Luciana Boiteux es retirada por el PSOL, que decide apoyar a Alessandro Molon.         | Candidatura de Luciana Boiteux es retirada por el PSOL, que decide apoyar a Alessandro Molon.         | Candidatura de Luciana Boiteux es retirada por el PSOL, que decide apoyar a Alessandro Molon.         | Candidatura de Luciana Boiteux es retirada por el PSOL, que decide apoyar a Alessandro Molon.         |     |    |    |    |   |     |
| Encuestadora        | Fecha                                                                                                 | Muestra                                                                                               | Romario PL                                                                                            | Crivella REP                                                                                          | Clarissa UNIÃO                                                                                        | Molon PSB                                                                                             | Silveira PTB                                                                                          | Boiteux PSOL                                                                                          | Reis MDB                                                                                              | Ceciliano PT                                                                                          | Otros                                                                                                 | NS/NR                                                                                                 | Ventaja                                                                                               |     |    |    |    |   |     |
| Encuestadora        | Fecha                                                                                                 | Muestra                                                                                               | | | | | | | | | Otros                                                                                                 | NS/NR                                                                                                 | Ventaja                                                                                               |     |    |    |    |   |     |
| IPEC                | 19–22 de maio de 2022                                                                                 | 1.008                                                                                                 | 29%                                                                                                   | – | – | 8% | 8% | 4% | – | 6% | 10%                                                                                                   | 35%                                                                                                   | 19%                                                                                                   |     |    |    |    |   |     |
| IPEC                | 19–22 de maio de 2022                                                                                 | 1.008                                                                                                 | 39%                                                                                                   | – | – | – | – | 7% | – | 11%                                                                                                   | – | 43%                                                                                                   | 28%                                                                                                   |     |    |    |    |   |     |
| IPEC                | 19–22 de maio de 2022                                                                                 | 1.008                                                                                                 | 34%                                                                                                   | – | – | – | – | – | – | 40%                                                                                                   | [ 81 ]                                                                                                | 25%                                                                                                   | 6% |     |    |    |    |   |     |
| Quaest/Genial       | 12–15 de maio de 2022                                                                                 | 1.200                                                                                                 | 19%                                                                                                   | 11%                                                                                                   | 6% | 10%                                                                                                   | 4% | – | 3% | 2% | 3% | 41%                                                                                                   | 8% |     |    |    |    |   |     |
| Quaest/Genial       | 12–15 de maio de 2022                                                                                 | 1.200                                                                                                 | 25%                                                                                                   | 16%                                                                                                   | – | 11%                                                                                                   | – | – | 5% | 4% | – | 39%                                                                                                   | 9% |     |    |    |    |   |     |
| Quaest/Genial       | 12–15 de maio de 2022                                                                                 | 1.200                                                                                                 | – | – | 11%                                                                                                   | 14%                                                                                                   | 8% | – | 13%                                                                                                   | – | 7% | 46%                                                                                                   | 1% |     |    |    |    |   |     |
| Quaest/Genial       | 12–15 de maio de 2022                                                                                 | 1.200                                                                                                 | 27%                                                                                                   | – | 10%                                                                                                   | – | – | – | 11%                                                                                                   | 6% | 8% | 38%                                                                                                   | 16%                                                                                                   |     |    |    |    |   |     |
| Instituto GERP      | 21–24 de março de 2022                                                                                | 1.500                                                                                                 | 18%                                                                                                   | 9% | 6% | 18%                                                                                                   | – | – | 7% | 1% | 4% | 37%                                                                                                   | Empate                                                                                                |     |    |    |    |   |     |
| Prefab Future       | 17–20 de março de 2022                                                                                | 1.243                                                                                                 | 21,4%                                                                                                 | 11,4%                                                                                                 | 7,2%                                                                                                  | 5,5%                                                                                                  | – | – | 3,9%                                                                                                  | 2,2%                                                                                                  | – | 48,4%                                                                                                 | 10%                                                                                                   |     |    |    |    |   |     |
| 16 de março de 2022 | Hamilton Mourão se une a los Republicanos y confirma su candidatura al Senado por Rio Grande del Sul. | Hamilton Mourão se une a los Republicanos y confirma su candidatura al Senado por Rio Grande del Sul. | Hamilton Mourão se une a los Republicanos y confirma su candidatura al Senado por Rio Grande del Sul. | Hamilton Mourão se une a los Republicanos y confirma su candidatura al Senado por Rio Grande del Sul. | Hamilton Mourão se une a los Republicanos y confirma su candidatura al Senado por Rio Grande del Sul. | Hamilton Mourão se une a los Republicanos y confirma su candidatura al Senado por Rio Grande del Sul. | Hamilton Mourão se une a los Republicanos y confirma su candidatura al Senado por Rio Grande del Sul. | Hamilton Mourão se une a los Republicanos y confirma su candidatura al Senado por Rio Grande del Sul. | Hamilton Mourão se une a los Republicanos y confirma su candidatura al Senado por Rio Grande del Sul. | Hamilton Mourão se une a los Republicanos y confirma su candidatura al Senado por Rio Grande del Sul. | Hamilton Mourão se une a los Republicanos y confirma su candidatura al Senado por Rio Grande del Sul. | Hamilton Mourão se une a los Republicanos y confirma su candidatura al Senado por Rio Grande del Sul. | Hamilton Mourão se une a los Republicanos y confirma su candidatura al Senado por Rio Grande del Sul. |     |    |    |    |   |     |
| Encuestadora        | Fecha                                                                                                 | Muestra                                                                                               | Romario PL                                                                                            | Crivella REP                                                                                          | Molon PSB                                                                                             | Otoni PSC                                                                                             | Silveira PTB                                                                                          | Clarissa PROS                                                                                         | Reis MDB                                                                                              | D'Ângelo PDT                                                                                          | Otros                                                                                                 | NS/NR                                                                                                 | Ventaja                                                                                               |     |    |    |    |   |     |
| Encuestadora        | Fecha                                                                                                 | Muestra                                                                                               | | | | | | | | | Otros                                                                                                 | NS/NR                                                                                                 | Ventaja                                                                                               |     |    |    |    |   |     |
| Quaest/Genial       | 15–18 de março de 2022                                                                                | 1.200                                                                                                 | 25%                                                                                                   | 14%                                                                                                   | 7% | 4% | 3% | 7% | 6% | – | 4% | 31%                                                                                                   | 11%                                                                                                   |     |    |    |    |   |     |
| Quaest/Genial       | 15–18 de março de 2022                                                                                | 1.200                                                                                                 | 29%                                                                                                   | 16%                                                                                                   | 8% | – | – | – | 7% | – | 5% | 34%                                                                                                   | 13%                                                                                                   |     |    |    |    |   |     |
| Quaest/Genial       | 15–18 de março de 2022                                                                                | 1.200                                                                                                 | – | – | 11%                                                                                                   | 7% | 6% | 13%                                                                                                   | 13%                                                                                                   | – | – | 51%                                                                                                   | Empate                                                                                                |     |    |    |    |   |     |
| Quaest/Genial       | 15–18 de março de 2022                                                                                | 1.200                                                                                                 | 29%                                                                                                   | – | – | 7% | – | 10%                                                                                                   | 10%                                                                                                   | – | 5% | 39%                                                                                                   | 19%                                                                                                   |     |    |    |    |   |     |
| Quaest Pesquisa     | 22–26 de outubro de 2021                                                                              | 1.804                                                                                                 | 19%                                                                                                   | 12%                                                                                                   | 12%                                                                                                   | 5% | – | 8% | 6% | – | 2% | 29%                                                                                                   | 7% |     |    |    |    |   |     |
| Quaest Pesquisa     | 22–26 de outubro de 2021                                                                              | 1.804                                                                                                 | 20%                                                                                                   | 12%                                                                                                   | 10%                                                                                                   | 4% | – | 8% | 5% | – | 14%                                                                                                   | 21%                                                                                                   | 6% |     |    |    |    |   |     |
| Instituto GERP      | 10–17 de agosto de 2021                                                                               | 1.200                                                                                                 | 10%                                                                                                   | 9% | 10%                                                                                                   | – | – | – | 4% | – | 26%                                                                                                   | 41%                                                                                                   | 16%                                                                                                   |     |    |    |    |   |     |
| Instituto GERP      | 10–17 de agosto de 2021                                                                               | 1.200                                                                                                 | – | 11%                                                                                                   | 11%                                                                                                   | – | – | – | 5% | – | 26%                                                                                                   | 47%                                                                                                   | 15%                                                                                                   |     |    |    |    |   |     |
| Paraná Pesquisas    | 28 de maio–1 de junho de 2021                                                                         | 1.530                                                                                                 | 14,6%                                                                                                 | 13,9%                                                                                                 | 8,5%                                                                                                  | 4,4%                                                                                                  | – | – | 4,4%                                                                                                  | 1,2%                                                                                                  | 24,3%                                                                                                 | 22,5%                                                                                                 | 9,7%                                                                                                  |     |    |    |    |   |     |
| Paraná Pesquisas    | 28 de maio–1 de junho de 2021                                                                         | 1.530                                                                                                 | 19,6%                                                                                                 | 16,1%                                                                                                 | 13,8%                                                                                                 | 6,1%                                                                                                  | – | – | 7,1%                                                                                                  | 1,8%                                                                                                  | – | 27,5%                                                                                                 | 3,5%                                                                                                  |     |    |    |    |   |     |

## Resultados

### Gobernador
| Candidatos                                                                        | Candidatos                 | Candidatos                | Votos      | %      |
| Gobernador/a                                                                      | Gobernador/a               | Vicegobernador/a          | Votos      | %      |
| --------------------------------------------------------------------------------- | -------------------------- | ------------------------- | ---------- | ------ |
|                                                                                   | Cláudio Castro (PL)        | Thiago Pampolha (UNIÃO)   | 4,930,288  | 58,67  |
|                                                                                   | Marcelo Freixo (PSB)       | Cesar Maia (PSDB)         | 2,300,980  | 27,38  |
|                                                                                   | Rodrigo Neves (PDT)        | Felipe Santa Cruz (PSD)   | 672,291    | 8,00   |
|                                                                                   | Paulo Ganime (NOVO)        | Helio Secco (NOVO)        | 446,580    | 5,31   |
|                                                                                   | Juliete Pantoja Alves (UP) | Juliana Alves (UP)        | 27,344     | 0,33   |
|                                                                                   | Cyro Garcia (PSTU)         | Samantha Guedes (PSTU)    | 12,627     | 0,15   |
|                                                                                   | Eduardo Serra (PCB)        | Bianca Novaes (PCB)       | 10,852     | 0,13   |
|                                                                                   | Luiz Eugênio (PCO)         | Guilherme de Lima (PCO)   | 1,844      | 0,02   |
|                                                                                   |                            |                           |            |        |
| Votos válidos                                                                     | Votos válidos              | Votos válidos             | 8,400,962  | 84,93  |
| Votos nulos                                                                       | Votos nulos                | Votos nulos               | 899,276    | 9,09   |
| Votos en blanco                                                                   | Votos en blanco            | Votos en blanco           | 591,576    | 5,98   |
| Total                                                                             | Total                      | Total                     | 9,893,658  | 100,00 |
| Registrados/Participación                                                         | Registrados/Participación  | Registrados/Participación | 12,809,126 | 77,24  |
|                                                                                   |                            |                           |            |        |
| Fuente: Justiça Eleitoral Archivado el 2 de noviembre de 2022 en Wayback Machine. |                            |                           |            |        |

### Senador
| Candidato                                                                         | Candidato                 | Partido                   | Votos      | %      |
| --------------------------------------------------------------------------------- | ------------------------- | ------------------------- | ---------- | ------ |
|                                                                                   | Romário                   | PL                        | 2,384,331  | 29,19  |
|                                                                                   | Alessandro Molon          | PSB                       | 1,731,786  | 21,20  |
|                                                                                   | Daniel Silveira           | PTB                       | 1,566,352  | 19,18  |
|                                                                                   | Clarissa                  | UNIÃO                     | 1,145,413  | 14,02  |
|                                                                                   | Andre Ceciliano           | PT                        | 986,676    | 12,08  |
|                                                                                   | Cabo Daciolo              | PDT                       | 285,037    | 3,49   |
|                                                                                   | Itagiba                   | Avante                    | 18,224     | 0,22   |
|                                                                                   | Bárbara Sinedino          | PSTU                      | 18,222     | 0,22   |
|                                                                                   | Sued Haidar               | PMB                       | 11,933     | 0,15   |
|                                                                                   | Raul                      | UP                        | 7,299      | 0,09   |
|                                                                                   | Helvio Costa              | DC                        | 7,036      | 0,09   |
|                                                                                   | Hiran Roedel              | PCB                       | 5,120      | 0,06   |
|                                                                                   | Antonio Hermano           | PCO                       | 1,198      | 0,01   |
|                                                                                   |                           |                           |            |        |
| Votos válidos                                                                     | Votos válidos             | Votos válidos             | 6,594,041  | 82,56  |
| Votos nulos                                                                       | Votos nulos               | Votos nulos               | 972,167    | 9,83   |
| Votos en blanco                                                                   | Votos en blanco           | Votos en blanco           | 752,864    | 7,61   |
| Total                                                                             | Total                     | Total                     | 9,893,658  | 100,00 |
| Registrados/Participación                                                         | Registrados/Participación | Registrados/Participación | 12,809,126 | 77,24  |
|                                                                                   |                           |                           |            |        |
| Fuente: Justiça Eleitoral Archivado el 2 de noviembre de 2022 en Wayback Machine. |                           |                           |            |        |

### Diputados federales electos
Se enumeran los 46 candidatos electos para el cargo de diputado federal por el estado de Río de Janeiro que asumirán el mandato en la Cámara de Diputados el 1 de febrero de 2023.
| Diputados federales electos | Partido       | Votos   | Ciudad de origen         | Estado         |
| --------------------------- | ------------- | ------- | ------------------------ | -------------- |
| Daniela do Waguinho         | UNIÃO         | 213.706 | Italva                   | Río de Janeiro |
| Eduardo Pazuello            | PL            | 205.324 | Río de Janeiro           | Río de Janeiro |
| Talíria Petrone             | PSOL          | 198.548 | Niterói                  | Río de Janeiro |
| Doutor Luizinho             | PP            | 190.071 | Río de Janeiro           | Río de Janeiro |
| Altineu Côrtes              | PL            | 167.512 | Niterói                  | Río de Janeiro |
| Tarcísio Motta              | PSOL          | 159.928 | Petrópolis               | Río de Janeiro |
| Otoni de Paula              | MDB           | 158.507 | Niterói                  | Río de Janeiro |
| Lindbergh Farias            | PT            | 152.219 | João Pessoa              | Paraíba        |
| Gutemberg Reis              | MDB           | 133.612 | Duque de Caxias          | Río de Janeiro |
| Hélio Lopes                 | PL            | 132.986 | Queimados                | Río de Janeiro |
| Soraya Santos               | PL            | 130.379 | Macaé                    | Río de Janeiro |
| Chico Alencar               | PSOL          | 115.023 | Río de Janeiro           | Río de Janeiro |
| Carlos Jordy                | PL            | 114.587 | Niterói                  | Río de Janeiro |
| Benedita da Silva           | PT            | 113.831 | Río de Janeiro           | Río de Janeiro |
| Washington Quaquá           | PT            | 113.282 | Niterói                  | Río de Janeiro |
| Marcelo Crivella            | Republicanos  | 110.450 | Río de Janeiro           | Río de Janeiro |
| Áureo Ribeiro               | Solidariedade | 103.321 | Duque de Caxias          | Río de Janeiro |
| Daniel Soranz               | PSD           | 98.784  | Vassouras                | Río de Janeiro |
| Roberto Monteiro            | PL            | 94.221  | Río de Janeiro           | Río de Janeiro |
| Max Lemos                   | PROS          | 89.507  | Queimados                | Río de Janeiro |
| Luciano Vieira              | PL            | 84.942  | Río de Janeiro           | Río de Janeiro |
| Jandira Feghali             | PCdoB         | 84.054  | Curitiba                 | Paraná         |
| Glauber Braga               | PSOL          | 78.048  | Nova Friburgo            | Río de Janeiro |
| Chiquinho Brazão            | UNIÃO         | 77.367  | Río de Janeiro           | Río de Janeiro |
| Pedro Paulo                 | PSD           | 76.828  | Río de Janeiro           | Río de Janeiro |
| Rosângela Gomes             | Republicanos  | 76.292  | Nova Iguaçu              | Río de Janeiro |
| Dani Cunha                  | UNIÃO         | 75.810  | Río de Janeiro           | Río de Janeiro |
| Marcelo Queiroz             | PP            | 73.728  | Río de Janeiro           | Río de Janeiro |
| Bandeira de Mello           | PSB           | 72.725  | Río de Janeiro           | Río de Janeiro |
| Juninho do Pneu             | UNIÃO         | 70.660  | Nova Iguaçu              | Río de Janeiro |
| Luiz Lima                   | PL            | 69.088  | Nova Friburgo            | Río de Janeiro |
| Sóstenes Cavalcante         | PL            | 65.443  | Maceió                   | Alagoas        |
| Marcos Tavares              | PDT           | 62.086  | Río de Janeiro           | Río de Janeiro |
| Jorge Braz                  | Republicanos  | 59.201  | Palma                    | Minas Gerais   |
| Alexandre Ramagem           | PL            | 59.170  | Río de Janeiro           | Río de Janeiro |
| Pastor Henrique Vieira      | PSOL          | 53.933  | Niterói                  | Río de Janeiro |
| Chris Tonietto              | PL            | 52.583  | Río de Janeiro           | Río de Janeiro |
| Hugo Leal                   | PSD           | 50.067  | Ouro Fino                | Minas Gerais   |
| Júlio Lopes                 | PP            | 50.019  | Río de Janeiro           | Río de Janeiro |
| Murillo Gouvêa              | UNIÃO         | 49.921  | Río de Janeiro           | Río de Janeiro |
| Laura Carneiro              | PSD           | 48.073  | Río de Janeiro           | Río de Janeiro |
| Marcos Soares               | UNIÃO         | 43.533  | Río de Janeiro           | Río de Janeiro |
| Dimas Gadelha               | PT            | 41.258  | Sousa                    | Paraíba        |
| Bebeto                      | PTB           | 41.075  | Río de Janeiro           | Río de Janeiro |
| Reimont                     | PT            | 39.325  | Conceição do Mato Dentro | Minas Gerais   |
| Sargento Portugal           | PODE          | 33.368  | Río de Janeiro           | Río de Janeiro |

#### Por Partido/Federación
| N.º                       | Partido                                                 | Votos      | %      | Escaños | ±           |
| ------------------------- | ------------------------------------------------------- | ---------- | ------ | ------- | ----------- |
| 22                        | Partido Liberal (PL)                                    | 1.717.302  | 19,81  | 11      | 9           |
| 44                        | Unión Brasil (UNIÃO)                                    | 980.479    | 11,27  | 6       | 10          |
| 13                        | Partido de los Trabajadores (PT)                        | 738.510    | 8,52   | 5       | 4           |
| 50                        | Partido Socialismo y Libertad (PSOL)                    | 699.415    | 8,07   | 5       | 1           |
| 55                        | Partido Social Democrático (PSD)                        | 696.858    | 8,04   | 4       | 1           |
| 11                        | Progresistas (PP)                                       | 570.260    | 6,58   | 3       | 1           |
| 10                        | Republicanos (REP)                                      | 494.330    | 5,70   | 3       | 1           |
| 15                        | Movimento Democrático Brasileño (MDB)                   | 415.261    | 4,79   | 2       | 1           |
| 19                        | Podemos (PODE)                                          | 267.667    | 3,09   | 1       | 1           |
| 90                        | Partido Republicano de Orden Social (PROS)              | 247.274    | 2,85   | 0       | 1           |
| 12                        | Partido Democrático Laborista (PDT)                     | 243.558    | 2,81   | 1       | 1           |
| 77                        | Solidaridad (SD)                                        | 218.001    | 2,52   | 1       | Sin cambios |
| 40                        | Partido Socialista Brasileiro (PSB)                     | 216.875    | 2,50   | 1       | Sin cambios |
| 14                        | Partido Laborista Brasileño (PTB)                       | 177.247    | 2,05   | 1       | 1           |
| 70                        | Avante (AVANTE)                                         | 134.406    | 1,55   | 0       | 1           |
| 65                        | Partido Comunista de Brasil (PCdoB)                     | 123.289    | 1,42   | 1       | Sin cambios |
| 51                        | Patriota (PATRI)                                        | 96.950     | 1,12   | 0       | Sin cambios |
| 33                        | Partido de la Movilización Nacional (PMN)               | 95.910     | 1,11   | 0       | Sin cambios |
| 23                        | Ciudadanía (CIDADANIA)                                  | 85.115     | 0,98   | 0       | 1           |
| 45                        | Partido de la Social Democracia Brasileña (PSDB)        | 81.925     | 0,95   | 0       | Sin cambios |
| 30                        | Partido Nuevo (NOVO)                                    | 81.735     | 0,94   | 0       | 1           |
| 27                        | Democracia Cristiana (DC)                               | 55.462     | 0,64   | 0       | 1           |
| 36                        | Actuar (AGIR-36)                                        | 53.854     | 0,62   | 0       | Sin cambios |
| 18                        | Red de Sostenibilidad (REDE)                            | 38.916     | 0,45   | 0       | Sin cambios |
| 20                        | Partido Social Cristiano (PSC)                          | 38.214     | 0,44   | 0       | 1           |
| 28                        | Partido Renovador Laborista Brasileño (PRTB)            | 36.410     | 0,42   | 0       | Sin cambios |
| 43                        | Partido Verde (PV)                                      | 27.761     | 0,32   | 0       | Sin cambios |
| 35                        | Partido de la Mujer Brasileña (PMB)                     | 22.665     | 0,26   | 0       | Sin cambios |
| 21                        | Partido Comunista Brasileño (PCB)                       | 8.196      | 0,09   | 0       | Sin cambios |
| 80                        | Unidad Popular (UP)                                     | 4.043      | 0,05   | 0       | Sin cambios |
| 16                        | Partido Socialista de los Trabajadores Unificado (PSTU) | 2.206      | 0,03   | 0       | Sin cambios |
| 29                        | Partido de la Causa Obrera (PCO)                        | 603        | 0,01   | 0       | Sin cambios |
|                           |                                                         |            |        |         |             |
| Votos válidos             | Votos válidos                                           | 8.667.044  | 87,60  |         |             |
| Votos en blanco           | Votos en blanco                                         | 616.380    | 5,20   |         |             |
| Votos nulos               | Votos nulos                                             | 610.234    | 6,17   |         |             |
| Total                     | Total                                                   | 9.893.658  | 100,00 | 46      | Sin cambios |
| Registrados/Participación | Registrados/Participación                               | 12.809.126 | 77,24  |         |             |
| Fuente:                   |                                                         |            |        |         |             |

### Diputados estatales electos
Se enumeran los 70 candidatos elegidos para el cargo de diputado estatal por el estado de Río de Janeiro que asumirán el mandato en la Asamblea Legislativa del Estado de Río de Janeiro el 1 de febrero de 2023.
| Diputados estatales electos | Partido       | Votos   | Ciudad de origen      | Estado         |
| --------------------------- | ------------- | ------- | --------------------- | -------------- |
| Márcio Canella              | UNIÃO         | 181.274 | Duque de Caxias       | Río de Janeiro |
| Douglas Ruas                | PL            | 175.977 | São Gonçalo           | Río de Janeiro |
| Renata Souza                | PSOL          | 174.132 | Río de Janeiro        | Río de Janeiro |
| Rosenverg Reis              | MDB           | 131.308 | Duque de Caxias       | Río de Janeiro |
| Doutor Serginho             | PL            | 123.739 | Cabo Frio             | Río de Janeiro |
| Guilherme Delaroli          | PL            | 114.155 | São Gonçalo           | Río de Janeiro |
| Thiago Gagliasso            | PL            | 102.038 | Río de Janeiro        | Río de Janeiro |
| Rodrigo Bacellar            | PL            | 97.822  | Campos dos Goytacazes | Río de Janeiro |
| Elika Takimoto              | PT            | 95.263  | Río de Janeiro        | Río de Janeiro |
| Giselle Monteiro            | PL            | 92.028  | Río de Janeiro        | Río de Janeiro |
| Danniel Librelon            | Republicanos  | 80.970  | Montes Claros         | Minas Gerais   |
| Jair Bittencourt            | PL            | 75.253  | Itaperuna             | Río de Janeiro |
| Filippe Poubel              | PL            | 73.632  | Río de Janeiro        | Río de Janeiro |
| Valdecy da Saúde            | PL            | 72.250  | Duque de Caxias       | Río de Janeiro |
| Samuel Malafaia             | PL            | 72.056  | Río de Janeiro        | Río de Janeiro |
| Flávio Serafini             | PSOL          | 71.258  | Niterói               | Río de Janeiro |
| Vinícius Cozzolino          | UNIÃO         | 70.270  | Magé                  | Río de Janeiro |
| Val Ceasa                   | Patriota      | 69.034  | Nanuque               | Minas Gerais   |
| Bruno Dauaire               | UNIÃO         | 68.455  | Niterói               | Río de Janeiro |
| Dani Balbi                  | PCdoB         | 65.815  | Río de Janeiro        | Río de Janeiro |
| Renato Machado              | PT            | 63.803  | Maricá                | Río de Janeiro |
| Tia Ju                      | Republicanos  | 63.373  | Conceição do Jacuípe  | Bahía          |
| Fábio Silva                 | UNIÃO         | 62.845  | Río de Janeiro        | Río de Janeiro |
| Carlos Macedo               | Republicanos  | 62.495  | Río de Janeiro        | Río de Janeiro |
| Martha Rocha                | PDT           | 61.767  | Río de Janeiro        | Río de Janeiro |
| Lucinha                     | PSD           | 60.387  | Río de Janeiro        | Río de Janeiro |
| Brazão                      | UNIÃO         | 59.971  | Río de Janeiro        | Río de Janeiro |
| Índia Armelau               | PL            | 57.582  | Río de Janeiro        | Río de Janeiro |
| Verônica Lima               | PT            | 55.738  | São Gonçalo           | Río de Janeiro |
| Carlos Minc                 | PSB           | 54.942  | Río de Janeiro        | Río de Janeiro |
| Andrezinho Ceciliano        | PT            | 54.841  | Paracambi             | Río de Janeiro |
| Renato Miranda              | PL            | 54.341  | Nilópolis             | Río de Janeiro |
| Gustavo Tutuca              | PP            | 52.976  | Piraí                 | Río de Janeiro |
| André Corrêa                | PP            | 52.352  | Río de Janeiro        | Río de Janeiro |
| Anderson Moraes             | PL            | 52.313  | Río de Janeiro        | Río de Janeiro |
| Márcio Gualberto            | PL            | 51.856  | Recife                | Pernambuco     |
| Rafael Nobre                | UNIÃO         | 51.563  | Nilópolis             | Río de Janeiro |
| Zeidan                      | PT            | 50.743  | Río de Janeiro        | Río de Janeiro |
| Léo Vieira                  | PSC           | 50.569  | Río de Janeiro        | Río de Janeiro |
| Dani Monteiro               | PSOL          | 50.140  | Río de Janeiro        | Río de Janeiro |
| Célia Jordão                | PL            | 49.680  | Angra dos Reis        | Río de Janeiro |
| Cláudio Caiado              | PSD           | 48.011  | Río de Janeiro        | Río de Janeiro |
| Rodrigo Amorim              | PTB           | 47.225  | Río de Janeiro        | Río de Janeiro |
| Felipinho Ravis             | Solidariedade | 47.105  | Belford Roxo          | Río de Janeiro |
| Marina do MST               | PT            | 46.422  | Cascavel              | Paraná         |
| Dr. Deodalto                | PL            | 46.178  | Central de Minas      | Minas Gerais   |
| Tande Vieira                | PROS          | 45.785  | Volta Redonda         | Río de Janeiro |
| Pedro Ricardo               | PROS          | 44.014  | Saquarema             | Río de Janeiro |
| Vitor Júnior                | PDT           | 43.958  | Campos dos Goytacazes | Río de Janeiro |
| Dionísio Lins               | PP            | 43.627  | Río de Janeiro        | Río de Janeiro |
| Carlinhos BNH               | PP            | 42.811  | Río de Janeiro        | Río de Janeiro |
| Guilherme Schleder          | PSD           | 42.781  | Río de Janeiro        | Río de Janeiro |
| Alan Lopes                  | PL            | 42.720  | Río de Janeiro        | Río de Janeiro |
| Otoni de Paula Pai          | MDB           | 41.932  | Río de Janeiro        | Río de Janeiro |
| Luiz Paulo                  | PSD           | 38.159  | Río de Janeiro        | Río de Janeiro |
| Franciane Motta             | UNIÃO         | 37.873  | Itaboraí              | Río de Janeiro |
| Filipe Soares               | UNIÃO         | 37.473  | Río de Janeiro        | Río de Janeiro |
| Chico Machado               | Solidariedade | 37.024  | Macaé                 | Río de Janeiro |
| Jorge Felippe Neto          | Avante        | 35.703  | Río de Janeiro        | Río de Janeiro |
| Munir Neto                  | PSD           | 35.677  | Volta Redonda         | Río de Janeiro |
| Carla Machado               | PT            | 34.658  | Campos dos Goytacazes | Río de Janeiro |
| Eduardo Cavaliere           | PSD           | 33.688  | Río de Janeiro        | Río de Janeiro |
| Giovani Ratinho             | Solidariedade | 33.416  | Río de Janeiro        | Río de Janeiro |
| Thiago Rangel               | PODE          | 31.175  | Campos dos Goytacazes | Río de Janeiro |
| Júlio Rocha                 | Agir          | 31.001  | Guapimirim            | Río de Janeiro |
| Arthur Monteiro             | PODE          | 29.968  | Duque de Caxias       | Río de Janeiro |
| Prof. Josemar               | PSOL          | 28.409  | São Gonçalo           | Río de Janeiro |
| Jari                        | PSB           | 27.288  | Volta Redonda         | Río de Janeiro |
| Yuri Moura                  | PSOL          | 25.479  | Petrópolis            | Río de Janeiro |
| Fred Pacheco Banda Dom      | PMN           | 13.946  | Sorocaba              | São Paulo      |

#### Por Partido/Federación
| N.º                       | Partido                                                 | Votos      | %      | Escaños | ±           |
| ------------------------- | ------------------------------------------------------- | ---------- | ------ | ------- | ----------- |
| 22                        | Partido Liberal (PL)                                    | 1.828.272  | 21,17  | 17      | 16          |
| 44                        | Unión Brasil (UNIÃO)                                    | 921.465    | 10,32  | 8       | 10          |
| 13                        | Partido de los Trabajadores (PT)                        | 760.499    | 8,81   | 7       | 4           |
| 55                        | Partido Social Democrático (PSD)                        | 656.253    | 7,60   | 6       | 3           |
| 50                        | Partido Socialismo y Libertad (PSOL)                    | 516.270    | 6,33   | 5       | Sin cambios |
| 11                        | Progresistas (PP)                                       | 417.765    | 4,84   | 4       | 2           |
| 77                        | Solidaridad (SD)                                        | 377.113    | 4,37   | 3       | Sin cambios |
| 10                        | Republicanos (REP)                                      | 325.125    | 3,76   | 3       | Sin cambios |
| 19                        | Podemos (PODE)                                          | 307.758    | 3,56   | 2       | 2           |
| 15                        | Movimento Democrático Brasileiro (MDB)                  | 295.846    | 3,43   | 2       | 3           |
| 12                        | Partido Democrático Laborista (PDT)                     | 259.363    | 3,00   | 2       | 1           |
| 90                        | Partido Republicano de Orden Social (PROS)              | 244.762    | 2,83   | 2       | 1           |
| 40                        | Partido Socialista Brasileiro (PSB)                     | 221.944    | 2,57   | 2       | Sin cambios |
| 14                        | Partido Laborista Brasileiro (PTB)                      | 195.205    | 2,26   | 1       | Sin cambios |
| 51                        | Patriota (PATRI)                                        | 160.713    | 1,86   | 1       | Sin cambios |
| 36                        | Actuar (AGIR-36)                                        | 145.638    | 1,69   | 1       | Sin cambios |
| 20                        | Partido Social Cristiano (PSC)                          | 141.704    | 1,64   | 1       | 1           |
| 33                        | Partido de la Movilización Nacional (PMN)               | 121.473    | 1,41   | 1       | 1           |
| 70                        | Avante (AVANTE)                                         | 111.089    | 1,29   | 1       | Sin cambios |
| 65                        | Partido Comunista de Brasil (PCdoB)                     | 107.692    | 1,25   | 1       | Sin cambios |
| 27                        | Democracia Cristiana (DC)                               | 104.019    | 1,20   | 0       | 2           |
| 30                        | Partido Nuevo (NOVO)                                    | 88.249     | 1,02   | 0       | 2           |
| 28                        | Partido Renovador Laborista Brasileño (PRTB)            | 87.616     | 1,01   | 0       | 1           |
| 23                        | Ciudadanía (Cidadania)                                  | 70.920     | 0,82   | 0       | 1           |
| 35                        | Partido de la Mujer Brasileña (PMB)                     | 45.196     | 0,52   | 0       | 1           |
| 45                        | Partido de la Social Democracia Brasileña (PSDB)        | 41.910     | 0,49   | 0       | 2           |
| 43                        | Partido Verde (PV)                                      | 41.465     | 0,48   | 0       | Sin cambios |
| 80                        | Unidad Popular (UP)                                     | 15.544     | 0,18   | 0       | Sin cambios |
| 18                        | Red de Sostenibilidad (REDE)                            | 12.178     | 0,14   | 0       | Sin cambios |
| 23                        | Partido Comunista Brasileño (PCB)                       | 7.857      | 0,09   | 0       | Sin cambios |
| 16                        | Partido Socialista de los Trabajadores Unificado (PSTU) | 3.899      | 0,05   | 0       | Sin cambios |
| 29                        | Partido de la Causa Obrera (PCO)                        | 481        | 0,01   | 0       | Sin cambios |
|                           |                                                         |            |        |         |             |
| Votos válidos             | Votos válidos                                           | 8.635.753  | 87,29  |         |             |
| Votos en blanco           | Votos en blanco                                         | 644.435    | 6,51   |         |             |
| Votos nulos               | Votos nulos                                             | 613.470    | 6,20   |         |             |
| Total                     | Total                                                   | 9.893.658  | 100,00 | 70      | Sin cambios |
| Registrados/Participación | Registrados/Participación                               | 12.809.126 | 77,24  |         |             |